# Midnight Cowboy
Midnight Cowboy is een Amerikaanse film uit 1969, geschreven door Waldo Salt en gebaseerd op de roman van James Leo Herlihy. De film werd geregisseerd door John Schlesinger en de hoofdrollen werden vertolkt door Dustin Hoffman en Jon Voight.

## Verhaal
De film vertelt het verhaal van de jonge Texaan Joe Buck (Voight) die verkleed als een rodeo-cowboy door het leven gaat. Joe Buck wil naar New York en er het leven van een mannelijke prostitué leiden. Maar de naïeve cowboy ligt niet goed bij de rijke vrouwen. Daarom is hij verplicht om 's nachts de straat op te gaan en andere (mannelijke) klanten te vinden.
Tijdens zijn verblijf in New York ontmoet hij ook de kleine criminele Enrico 'Ratso' Rizzo (Hoffman), die zich voordoet als een vriendelijke man maar eigenlijk de naïeve cowboy probeert te bedriegen. Joe Buck verliest 20 dollar en is razend, maar Ratso is met de noorderzon verdwenen. Joe Buck is nu alleen en zonder geld in de grote stad. Bovendien wordt de cowboy ook nog eens uit zijn hotelkamer gezet en worden al zijn bezittingen door de hotelmanager in beslag genomen. Maar dan vindt hij per toeval Ratso terug. Buck is kwaad en wil hem eens onder handen nemen, maar Ratso wil hem echt helpen en hem een plaats om te slapen geven.
De twee trekken naar het huis van Ratso, dat eigenlijk een verlaten pand is dat op het punt staat afgebroken te worden. De twee kunnen er slapen en worden er door iedereen met rust gelaten. Om aan eten te raken gaan ze stelen.
Uiteindelijk wil Buck het nog eens proberen als gigolo, en Ratso besluit om zijn manager te worden en droomt al van al het geld dat ze samen zullen gaan verdienen. Ratso's droom is naar Florida te gaan, waar het volgens hem altijd warm is en iedereen hem aanbidt. Maar die droom lijkt ineens heel ver weg wanneer Buck nog altijd geen succes lijkt te hebben bij de rijke vrouwen.
Het lukt Buck dan toch om betaald te worden om naar bed te gaan met een vrouw. Sterker nog, de vrouw raadt hem zelfs aan bij haar vriendinnen, en Buck krijgt 20 dollar voor zijn eerste nacht als gigolo. Met dat geld koopt hij medicijnen voor de ziek geworden Ratso. Buck besluit om zijn vriend naar een dokter te brengen, maar Ratso wil maar één ding: Florida.
Om aan het geld voor een busreis naar Florida te raken bedreigt en slaat Buck een van zijn mannelijke klanten. Met het geld kunnen ze naar Florida. Onderweg blijkt Ratso nog zieker dan voorheen, en om hem te helpen koopt Buck nieuwe kleren voor Ratso. Net voor de bus in Miami aankomt, sterft Ratso. De buschauffeur wil niet dat er paniek ontstaat, en vertelt de passagiers dat hij onwel geworden is. Het verhaal eindigt met een radeloze Buck, die zijn dode vriend omarmt.
Tijdens het verhaal komen we via flashbacks en dromen iets meer te weten over het verleden van Joe Buck. De twee belangrijkste mensen in zijn leven waren zijn grootmoeder en zijn vriendin 'crazy' Annie.

## Rolverdeling
| Acteur           | Personage                                |
| ---------------- | ---------------------------------------- |
| Dustin Hoffman   | "Ratso" or Enrico Salvatore "Rico" Rizzo |
| Jon Voight       | Joe Buck                                 |
| Sylvia Miles     | Cass                                     |
| John McGiver     | Mr. O'Daniel                             |
| Brenda Vaccaro   | Shirley                                  |
| Barnard Hughes   | Towny                                    |
| Ruth White       | Sally Buck                               |
| Jennifer Salt    | Annie                                    |
| Gilman Rankin    | Woodsy Niles                             |
| Georgann Johnson | rijke dame                               |
| Anthony Holland  | Bisshop                                  |
| Bob Balaban      | student                                  |
| Viva             | Gretel McAlbertson                       |
| Paul Rossilli    | Hansel McAlbertson                       |
| Craig Carrington | Charlie Dealer                           |

## Muziek
De filmmuziek werd gecomponeerd door John Barry.

## Academy Awards
- Beste Film - Jerome Hellman (gewonnen)
- Beste Regisseur - John Schlesinger (gewonnen)
- Beste Acteur in een hoofdrol - Dustin Hoffman (genomineerd)
- Beste Acteur in een hoofdrol - Jon Voight (genomineerd)
- Beste Scenario - Waldo Salt (gewonnen)
- Beste Actrice in een bijrol - Sylvia Miles (genomineerd)
- Beste Montage - Hugh A. Robertson (genomineerd)